# Gentry White
Gentry White (* in North Carolina) ist ein US-amerikanischer Schauspieler und Model.

## Leben
Erste Erfahrungen mit dem Schauspiel sammelte White in Theaterstücken in der von ihm besuchten Grundschule. Schnell konnte er sich zum Hauptdarsteller einiger großen lokaler Theateraufführungen in seiner Heimatstadt mausern. Er beherrscht die Gebärdensprache und zog später nach Los Angeles, um den Sprung in die Filmindustrie zu schaffen. Erste Tätigkeiten übernahm er in Printanzeigen für Unternehmen wie Apple und Person Textbooks. Er war in Werbespots für Unternehmen wie Taco Bell und Doritos tätig.
2011 trat er in der Fernsehserie I.C.I.R.U.S. erstmals in einer Fernsehproduktion auf. Er spielte 2014 in der Webserie The Funtastix mit. Nach Episodenrollen in weiteren Fernsehserien und einer Rolle im Kurzfilm Divergence hatte er 2015 eine Nebenrolle im Kinofilm Fast & Furious 7. Von 2015 bis 2016 stellte er in der Fernsehserie Turn: Washington’s Spies die Rolle des Billy Lee dar. Anschließend übernahm er die Rolle des Romeo in zehn Episoden der Fernsehserie UnREAL sowie eine Nebenrolle im Spielfilm XOXO. Im Folgejahr durfte er als Garet Jax in der zweiten Staffel der Fernsehserie The Shannara Chronicles in zehn Episoden eine der Hauptrollen darstellen. Im selben Jahr und 2019 stellte er jeweils für eine Episode die Rolle des Jayson in Two Sentence Horror Stories dar. 2019 verkörperte er zusätzlich Charles Junior in der Fernsehserie Jett.

## Filmografie
- 2011: I.C.I.R.U.S. (Fernsehserie)
- 2012: Down By the Promised Land (Kurzfilm)
- 2012: Divergence (Kurzfilm)
- 2014: Classic Alice (Fernsehserie, Episode 1x03)
- 2014: The Funtastix (Fernsehserie)
- 2014: Kingdom (Fernsehserie, Episode 1x10)
- 2015: Fast & Furious 7 (Furious 7)
- 2015: Freedom’s Path (Kurzfilm)
- 2015–2016: Turn: Washington’s Spies (Fernsehserie, 6 Episoden)
- 2016: Aquarius (Fernsehserie, Episode 2x04)
- 2016: Clevver Now (Mini-Serie, Episode 1x24)
- 2016: UnREAL (Fernsehserie, 10 Episoden)
- 2016: XOXO
- 2017: Ultimate Ultimate (Fernsehserie)
- 2017: Alex & Jaime
- 2017: Palm Swings
- 2017: The Shannara Chronicles (Fernsehserie, 10 Episoden)
- 2017–2019: Two Sentence Horror Stories (Fernsehserie, 2 Episoden)
- 2019: Jett (Fernsehserie, 9 Episoden)